# Minuta ciszy

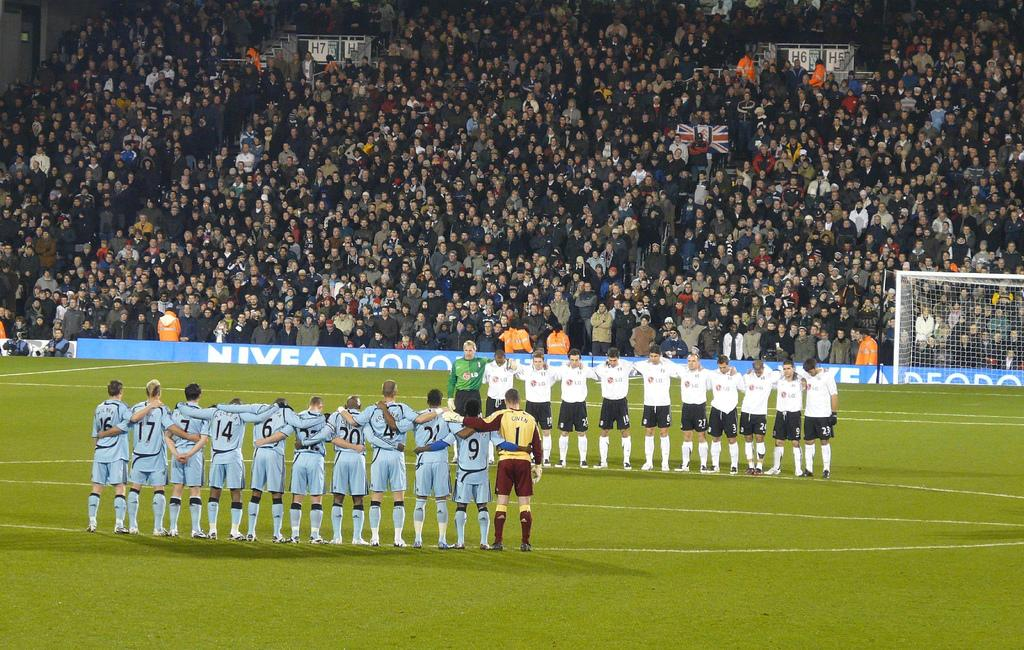
Piłkarze Fulham i Newcastle United upamiętniający minutą ciszy pamięć zmarłego piłkarza Jima Langleya

Minuta ciszy – okres cichej kontemplacji, modlitwy, refleksji lub medytacji. Jest gestem szacunku, szczególnie w żałobie po zmarłych niedawno lub w ramach tragicznego wydarzenia historycznego. Pierwszy odnotowany przypadek oficjalnej chwili ciszy poświęconej zmarłemu miał miejsce w Portugalii 13 lutego 1912 roku, upamiętniał José Paranhosa.
Organizatorzy mogą wybrać inne okresy niż minuta. Przykładowo katastrofa smoleńska w 2010 została upamiętniona dwiema minutami ciszy, a ukraińskie ofiary agresji Rosji na Ukrainę w 2022 trzema minutami ciszy. Czasami minuta zawiera inne szczegóły, np. włączenie syreny przeciwpożarowej w celu upamiętnienia godziny „W”.